# Vattenhjul
Vattenhjul är ett skovelhjul som sätts i rörelse av strömmande vatten och därvid omvandlar vattnets energi till mekaniskt arbete på en roterande axel.

## Typer
Det finns fyra huvudtyper av vattenhjul.

### Överfallshjul

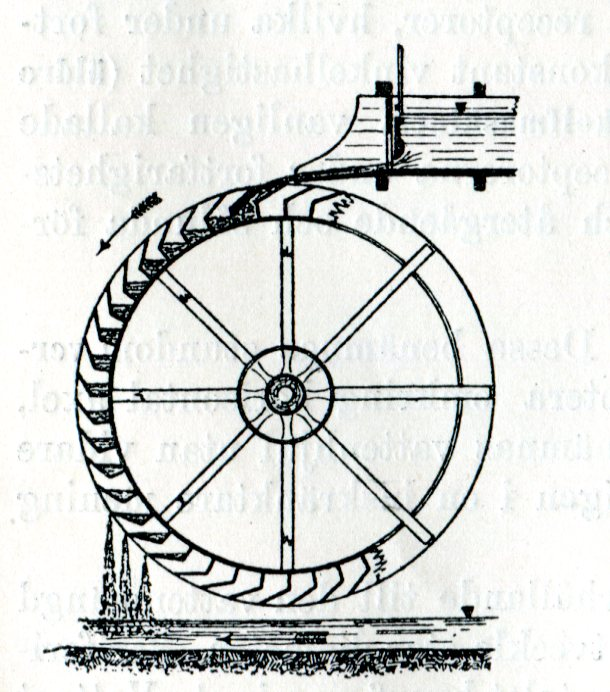
Överfallshjul

På ett överfallshjul rinner vattnet i en ränna ut på översidan av hjulet. Skovlarna är utformade som fickor eller baljor. När de vattenfylls blir det övervikt på ena sidan, vilket får hjulet att rotera. Fördelen med detta är att man kan uppnå högt vridmoment oavsett vilken vattenmängd som rinner i rännan över hjulet (fast mindre vatten får det naturligtvis att rotera långsammare). Överfallshjulet roterar oftast så att dess översida rör sig i strömriktningen.

### Underfallshjul

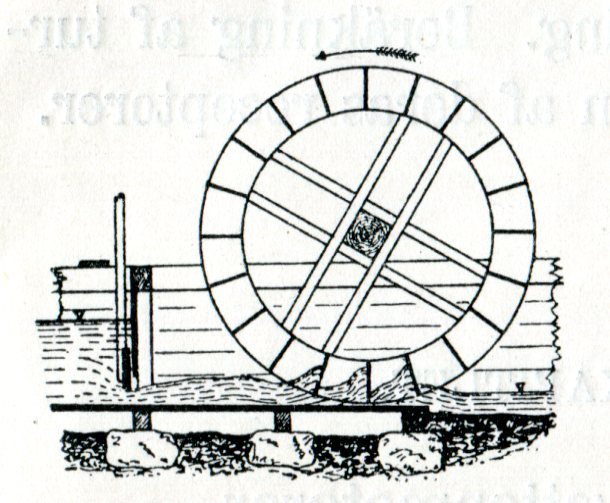
Underfallshjul

Underfallshjulet sätts i rotation genom att skovlarna pressas i strömriktningen av det strömmande vattnet under hjulet. Hjulet kräver inte hög fallhöjd, men en god hastighet på vattnet är en fördel. Hjulet kan placeras direkt i ett vattendrag, men oftast bygger man en ränna som leder vattnet mot hjulet, utan att alltför mycket rinner på sidorna om det, för att öka verkningsgraden.
En speciell typ av underfallshjul är norian. Vattenkraften utnyttjas enbart till att lyfta en del av det strömmande vattnet till en högre nivå. En serie skopor på hjulet fylls i strömmen och tömmer sedan ut sitt innehåll i en liten akvedukt vid sidan av hjulet när de befinner sig högst upp. Se engelsk artikel under externa länkar.

### Bröstfallshjul

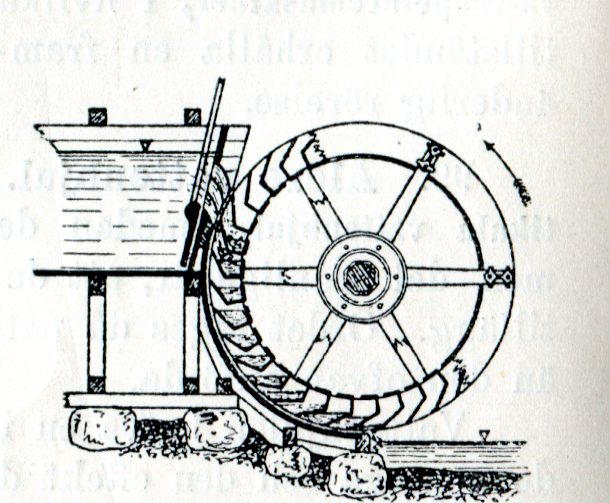
Bröstfallshjul

Bröstfallshjulet fungerar som överfallshjulet, men vattnet leds in mot hjulet strax ovanför mitten, därav namnet. Som en följd av det kommer hjulet att rotera åt samma håll som ett underfallshjul, dvs hjulets nedre del rör sig i strömriktningen. Fördelen med bröstfallshjulet är att man kan uppnå ett högt vridmoment vid liten vattenmängd även om fallhöjden inte är särskilt hög. Vridmomentet beror nämligen mer på hjulets radie än vid vilken höjd skovlarna blir vattenfyllda, så länge de är vattenfyllda närmast axelns höjd. Vid bröstfall kan man ha större hjul vid samma fallhöjd.

### Skvalthjul

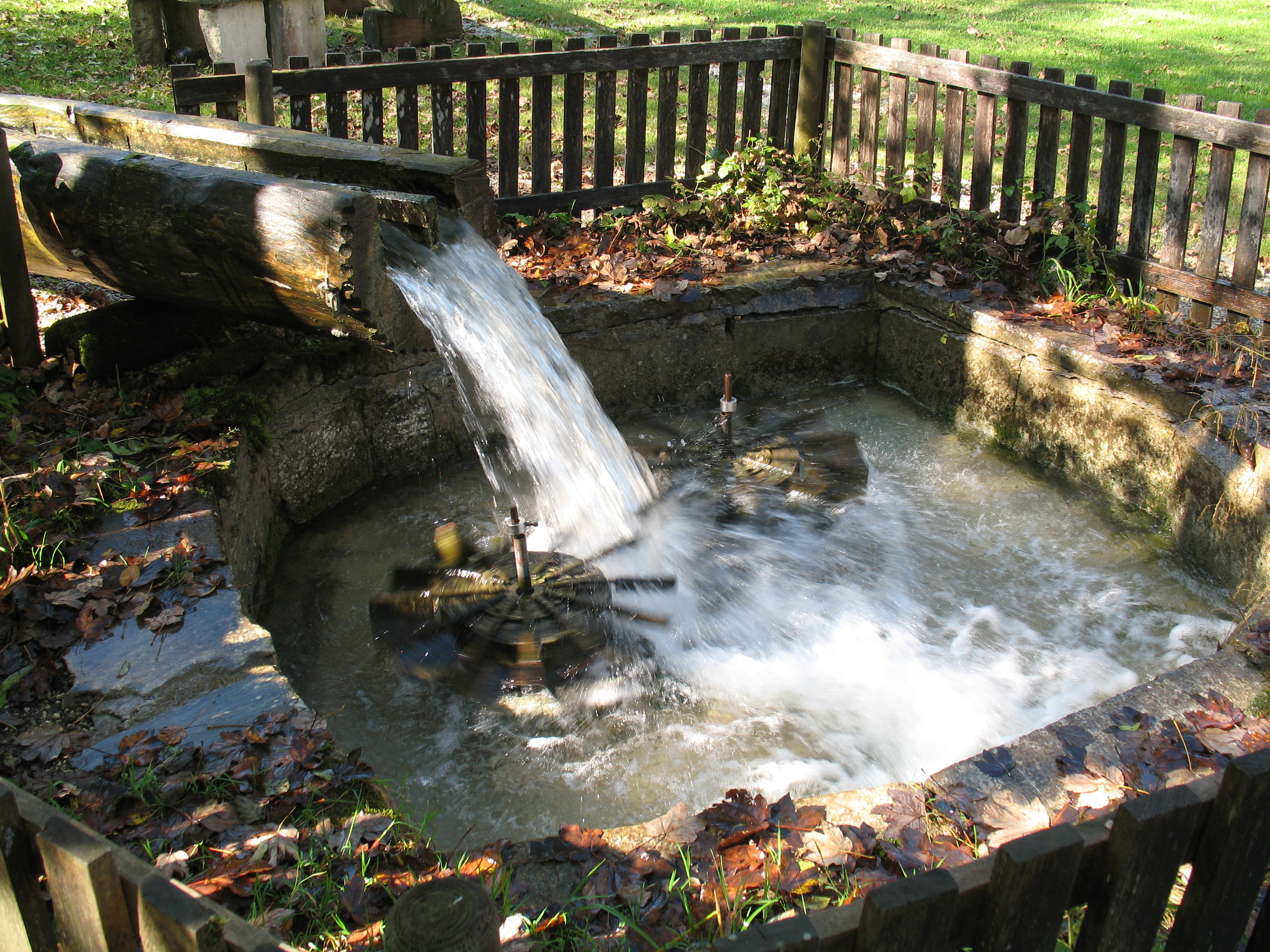
Skvalthjul

Skvalthjulet placeras horisontellt roterande. Det är försett med enkla, raka skovlar, aningen snedställda så att vattnet, som leds i en nedåtlutande ränna mot ena sidan av hjulet, träffar dem i rät vinkel. Konstruktionen var populär eftersom den var enkel, inte krävde hög fallhöjd eller stor vattenmängd. Verkningsgraden var låg, 10-15%. Detta kompenserades dock delvis av att det inte krävdes någon växel som ändrade riktningen på den roterande axeln, vilket ofta var ineffektivt. Eftersom axeln var vertikal kunde den direkt driva en kvarnsten. Kvarnar byggda på detta sätt kallades skvaltkvarnar eller bara skvaltor. 

#### Peltonturbin

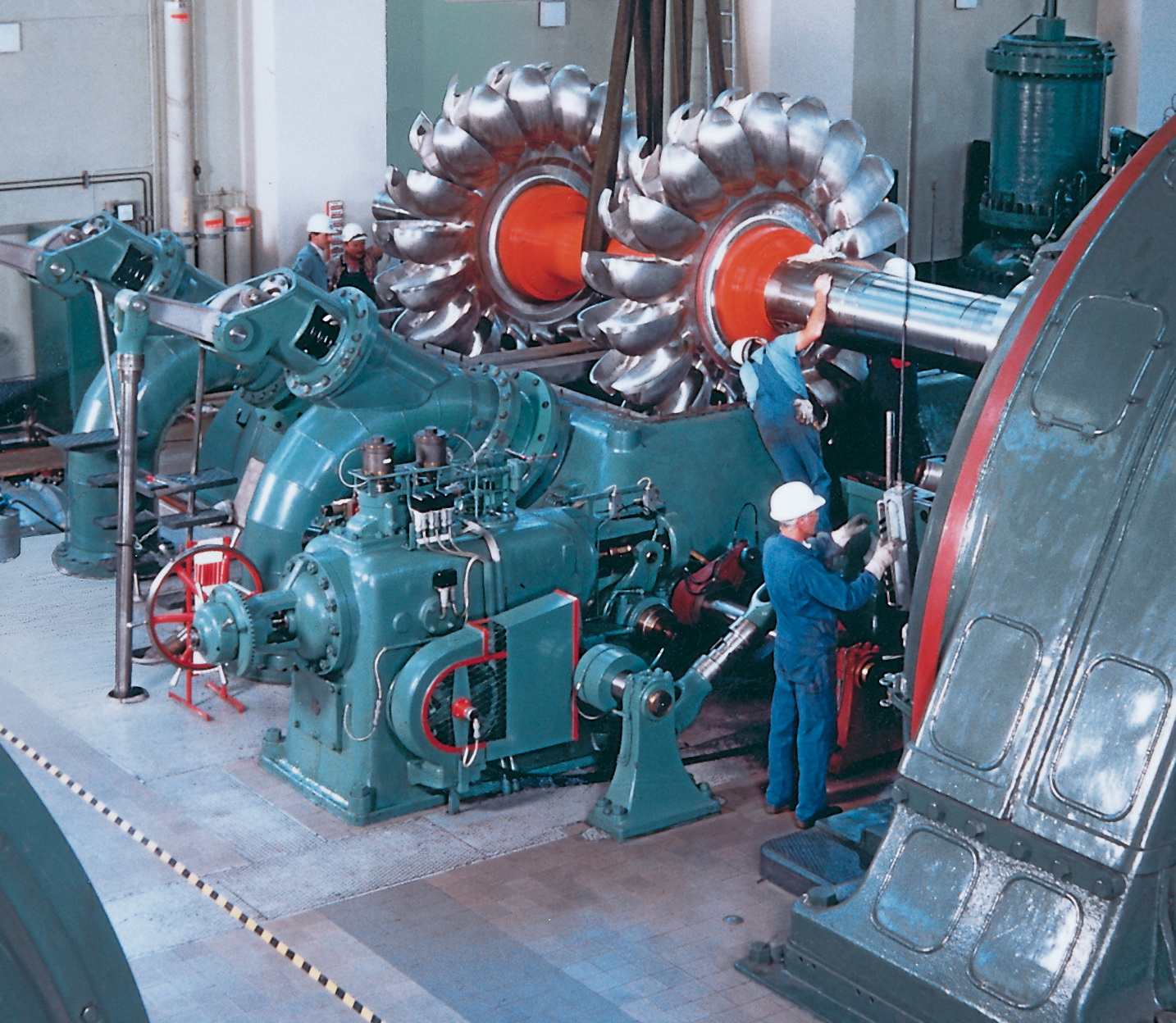
Peltonturbin

Peltonturbinen kan sägas vara ett specialfall av skvalthjulet (även om den roterar vertikalt). Peltonturbinen är dock en avancerad konstruktion med hög verkningsgrad.

#### Francisturbin
Francisturbinen kan ses som en utveckling av skvalthjulet, i det att axeln är vertikal och hjulet drivs av ett kontinuerligt flöde av vatten vars hastighet huvudsakligen är tangentiell. I Francisturbinen är inloppsrännan böjd som en avsmalnande snäcka runt turbinhjulet och runt hela varvet finns öppningar från snäckan mot hjulet vilkas delflöden driver på skovlarna just där. En skillnad är att utloppet i Francisturbinen är in mot axeln, så vattnets rörelseriktning övergår till att vara delvis radiell.